# Ganek (miara)
Ganek – termin używany w Polsce od XV do XIX wieku, określający miarę długości  i ilości (gęstości) nici w postawie tkaniny.